# La Pajarita
La Pajarita es un barrio situado al este de la ciudad española de Albacete. Se caracteriza por poseer edificios de gran altura. Uno de ellos, la Torre La Pajarita (20 plantas y 68 metros de altura), es el edificio más alto de Castilla-La Mancha a excepción de la Torre del Agua. Tiene una población de 1927 habitantes (2012).

## Toponimia
El nombre procede de la antigua fábrica de chocolate denominada La Pajarita que existió en el lugar hasta 1969, año en el que cerró. Fue fundada en 1899 y llegó a convertirse en una de las empresas más importantes de Albacete.

## Geografía
El barrio está situado al este de la ciudad de Albacete, entre las calles Muelle, Alcalde Conangla, León y Cervantes
. Linda con los barrios Centro al oeste, Polígono San Antón al este y Carretas al sur. Forma parte del distrito E de Albacete junto con los barrios Centro, Industria, Nuestra Señora de Cubas, Polígono de San Antón, San Antonio Abad y Villacerrada.

## Historia
El barrio de La Pajarita se planeó tras el cierre  en 1969 de la fábrica de chocolate del mismo nombre que había en la zona. Se construyeron 452 viviendas en edificios de entre 13 y 20 plantas, por obra del promotor Jiménez Hermanos y de los arquitectos Manuel Carrilero y A. Pascual. Los últimos inquilinos ocuparon sus viviendas en 1974.

## Demografía
La Pajarita tiene 1927 habitantes (2012). Es el barrio más envejecido de Albacete. La población mayor de 65 años supone el 22,34 % del total de la población del barrio, mientras que la población infantil se sitúa en el 11,89 %. Es el barrio de la ciudad con el porcentaje más alto de personas viviendo solas. La población extranjera en este barrio es alta, sumando un 8,9 % del total. El nivel de estudios de sus habitantes es superior a la media de la ciudad. Las condiciones económicas y laborables de sus habitantes son, en general, buenas.

## Urbanismo
El barrio está formado por edificios de gran altura de trece, catorce, quince, dieciséis y veinte plantas. Cuenta con una calle peatonal y una plaza central ubicada frente a la Torre La Pajarita, que, con 68 metros y 20 plantas, es el edificio más alto de Albacete y Castilla-La Mancha a excepción de la Torre del Agua.

## Fiestas
Las fiestas oficiales del barrio se celebran a principios de junio.

## Transporte
En autobús urbano, el barrio queda conectado mediante las siguientes líneas:
| Línea | Trayecto | Recorrido                                                         | Frecuencia                 |
| ----- | --- | ----------------------------------------------------------------- | -------------------------- |
|       | Campus UCLM - Barrio de Vereda | Recorrido Archivado el 1 de noviembre de 2014 en Wayback Machine. | 12-18 minutos              |
|       | Campus UCLM - Barrio de Vereda | Recorrido Archivado el 17 de abril de 2014 en Wayback Machine.    | 12-18 minutos              |
|       | Campus UCLM - Hospital Perpetuo Socorro | Recorrido Archivado el 22 de febrero de 2014 en Wayback Machine.  | 12-18 minutos              |
|       | Barrio San Pedro- Los Llanos del Águila-Parque Lineal - Parque Empresarial Campollano                                                       | Recorrido Archivado el 25 de febrero de 2014 en Wayback Machine.  | 15-20 minutos              |
|       | Estación de Ferrocarril - Estación de Autobuses - Hospital General Universitario - Hospital Universitario Ntra. Señora del Perpetuo Socorro | Recorrido Archivado el 22 de febrero de 2014 en Wayback Machine.  | 15-22 minutos              |
|       | Ciudad - Cementerio | Recorrido Archivado el 17 de abril de 2014 en Wayback Machine.    | 30 minutos (sólo domingos) |